# Laura Almerich
Laura Almerich Santacreu (Barcelona, 3 de julio de 1940- Barcelona, 14 de junio de 2019) fue una guitarrista española, especialmente conocida por su trabajo con el cantautor Lluís Llach.

## Trayectoria
De formación clásica, la guitarra clásica siempre fue su instrumento principal pero con el paso de los años también tocó el acordeón, el teclado y el piano, la marimba o la zanfona y, si era necesario, también ponía voces.
Su vinculación con la nova cançó empezó en 1967 cuando su profesor Graciano Tarragó le invitó a participar en la grabación del primer EP de María del Mar Bonet. Poco después formó parte del recién creado Quartet Tarragó, fundado en 1971. También colaboró durante un periodo con el grupo de música medieval y renacentista Ars Musicae de Barcelona, bajo la dirección de Enric Gispert.

### Acompañando a Lluís Llach
Desde finales de 1969 empezó a trabajar habitualmente con Lluís Llach, con quien estableció una relación no solo profesional sino también de amistad. Llach le dedicó dos canciones, «Laura», que formaba parte del álbum Campanades a morts (1977), y «Rosas blancas» en Rar (1994), realizado con el poeta Miquel Martí i Pol.